# 조용한 새벽
조용한 새벽(러시아어: А зори здесь тихие, The Dawns Here are Quiet)은 러시아(구 소련)에서 제작된 스타니슬라브 로스토트스키 감독의 1972년 드라마, 전쟁 영화이다. 안드레이 마르티노프 등이 주연으로 출연하였다. 보리스 바실리예프의 소설 А зори здесь тихие에 기반을 둔다. 이 영화의 배경은 핀란드 주변 카렐리야이며 루스케알라 주변에서 촬영되었다.

## 출연

### 주연
- 안드레이 마르티노프
- 옐레나 드라페코
- 에카테리나 마르코바
- 올가 오스트루모바

## 제작진
- 원작자: 보리스 바실레브